# Pablo Sisniega
Pablo Sisniega, né le 7 juillet 1995 à Mexico au Mexique, est un footballeur mexicain. Il joue au poste de gardien de but au San Diego FC.

## Biographie

### Jeunesse et formation
Pablo Sisniega naît le 7 juillet 1995 à Mexico, d'une sauteuse en hauteur devenue docteure en psychologie du sport, Cristina Fink (en), et d'Ivar Sisniega (en), pentathlonien. Il a également un frère : Carlos. Sa mère représente le Mexique aux Jeux olympiques de 1988 et 1992 tandis que son père participe aux Jeux olympiques de 1980, 1984 et 1988. Ivar était le porte-drapeau du Mexique lors de la cérémonie d'ouverture des Jeux olympiques de 1984,,.
À l'âge de 8 ans, il arrive au centre de formation du Club Deportivo Guadalajara. C'est à ce moment-là qu'il se place dans les buts, ne les quittant plus.
À 17 ans, il fait un essai à la Real Sociedad, qui évolue en première division espagnole. Il se casse le nez et la mâchoire lors d'un choc pendant cet essai.
Pendant son séjour en Espagne, il obtient son diplôme d'études secondaires. Il suit ensuite des cours en ligne de l'université d'État de Pennsylvanie,.

### En club

#### Real Sociedad B
Le 31 août 2014, il fait ses débuts contre le CD Tudelano en Segunda Federación, la quatrième division espagnole. L'équipe réserve de la Sociedad s'incline 3-0.
Alors qu'il joue avec la Real Sociedad B, il se blesse à l'épaule droite. Cette blessure le tiendra éloigné des terrains pendant près d'un an et demi, soit jusqu'en octobre 2018. À son retour de blessure, il se blesse lourdement à la suite d’une collision avec un joueur adverse, nécessitant une intervention chirurgicale d'urgence où sa rate est retirée.

#### Los Angeles FC
Le 18 février 2019, il signe un contrat avec le Los Angeles FC en Major League Soccer,. Le 12 juin 2019, il fait ses débuts avec ce club lors du 4e tour d'U.S. Open Cup face au Real Salt Lake. Lors de cette victoire 0-3, il réalise son premier blanchissage,. Le 28 juin, il fait ses débuts en Major League Soccer contre les Rapids du Colorado. Son équipe s'incline 1-0,.
La saison 2020 est suspendue après deux semaines d'activités en raison de la pandémie de Covid-19 aux États-Unis. Il joue deux rencontres lors du tournoi de reprise MLS is Back.

#### Charlotte FC
Le 12 décembre 2021, il est transféré au Charlotte FC en échange de 50 000 dollars d'allocation générale avant la saison inaugurale du club en MLS en 2022,,. Cette saison-là, il joue uniquement 2 rencontres. La première, le 1er octobre, marquant ses débuts pour ce club face à l'Union de Philadelphie. La deuxième, huit jours plus tard, contre le Red Bulls de New York.
Les trois matchs suivants joués par Pablo Sisniega ont lieu au début de la saison 2023. Toutes les trois se solderont par des défaites.

#### San Antonio FC
Il s'engage avec le San Antonio FC en USL Championship le 12 janvier 2024,. Il fait ses débuts en USL face au Loudoun United le 10 mars 2024. Les deux équipes se neutralisent 2-2. Le 15 octobre, il fait partie de l'équipe de la semaine de l'USL de la trente-deuxième journée, après avoir enregistré 15 arrêts en deux matchs, dont un record pour le club de 11 arrêts contre contre le Locomotive d'El Paso,.

#### San Diego FC
Le 27 décembre 2024, il rejoint le San Diego FC, franchise nouvellement créée, à compter de 2025, avec une option pour 2026 et 2027,.